# Hommes, femmes, mode d'emploi
Hommes, femmes, mode d'emploi és una pel·lícula francesa dirigida per Claude Lelouch, estrenada el 1996.

## Argument
Fabio Lini és inspector de policia tot i que ambicionava ser actor. Benoît Blanc és un home de negocis sense escrúpols. Una endoscòpia gàstrica els fa trobar-se amb l'eminent professor Lerner. La seva ajudanta, la doctora Nitez, troba en Benoît un amant que s'ha mofat abans d'ella. Per venjança amorosa - i curiositat científica - inverteix els resultats de la biòpsia, fent creure a Benoît que té un càncer i deixant ignorar a Fabio el mal que el rosega. Una amistat es forja entre els dos homes, cadascun descobrint a través de l'altre una manera de fer per a la seva pròpia vida.

## Repartiment
- Fabrice Luchini: Fabio Lini
- Bernard Tapie: Benoît Blanc
- Pierre Arditi: Professor Lerner
- Alessandra Martines: Doctora Nitez
- Caroline Cellier: Madame Blanc
- Gisèle Casadesus: Clara Blanc
- Jacqueline Joubert: la secretària en cap de Blanc
- Nadia Farès: la nova secretària de Blanc
- Agnès Soral: La companya de Fabio Lini
- Antoine Duléry: el col·lega de Fabio Lini
- William Leymergie: Dufour
- Clotilde de Bayser: Sra. Dufour
- Salomé Lelouch: Lola Dufour
- Ticky Holgado: El pare de Lulú
- Christophe Hémon: Lulú
- Julià Courbey: un amic de Lulú
- Daniel Gélin: el vidu
- Anouk Aimée: la vídua
- Jean-Philippe Chatrier: Alexandre Blanc

## Premis
- Petit Lleó d'or (premi del Jove Públic) a la Festival Internacional de Cinema de Venècia

## Al voltant de la pel·lícula
- Incursió de Bernard Tapie en el cinema en un moment d'inactivitat en els àmbits dels negocis i de la política.
- Jean-Philippe Chatrier apareix igualment a Itinéraire d'un enfant gâté i Il y a des jours... et des lunes…